# Burg Dorfelden
Die Burgruine Dorfelden ist die Ruine einer Wasserburg in Niederdorfelden in der Nähe der Stadt Hanau im Main-Kinzig-Kreis in Hessen.

## Lage
Die Burg steht auf einem künstlich aufgeschütteten Hügel, der von der Nidder umflossen wird. Der Fluss speist auch den ringförmig um die Burganlage angelegten Wassergraben. Die Ruine liegt direkt nördlich des alten Ortskerns von Niederdorfelden und ist über Feldwege fußläufig zu erreichen.

## Geschichte
Während der Ort Dorfelden erstmals 767 als Turinfelde erwähnt wird, fällt die erste urkundliche Erwähnung der Burg erst in das Jahr 1234. Anlass ist eine Erbteilung zwischen Reinhard III. von Dorfelden und seinem Bruder Heinrich. Das Geschlecht wird erstmals 1166 erwähnt und dürfte die Nachfolge der Herren von Buchen angetreten haben, die für diesen Raum vorher urkundlich nachgewiesen sind. Wahrscheinlich besaßen diese die benachbarte Burg Wachenbuchen.
Die Nachfolger Reinhards III. nennen sich nach der Burg Hanau (de Hagenowe), beginnend mit Reinhard I. von Hanau, dem Stammvater der Herren und späteren Grafen von Hanau.
In der Folge kam es zu Verpfändungen und Besitzübertragungen u. a. an die Falkensteiner, Weinsberger und Rienecker. 1266 übertrugen die Falkensteiner ihre Hälfte an der Burg dem Kloster Fulda als Lehen. 1288 konnte Ulrich I. von Hanau die Burg zurück kaufen.
Im Jahr 1333 übergab Ulrich II. von Hanau die Burg Herzog Rudolf von Sachsen zu Lehen. Das Interesse Sachsens an diesem Lehen bestand darin, dass der Kurfürst von Sachsen auf seinem Weg von dort nach Frankfurt am Main, etwa eine Tagesreise vom Ort der Wahl (und später auch der Krönung) der römisch-deutschen Könige, einen befestigten Platz benötigte. Dies war für eine sichere Reise nach und von Frankfurt wichtig. Ein paralleler Vorgang ist für Ulrich IV. von Hanau bezeugt, der 1372 der böhmischen Krone aus diesem Grund die Burg Babenhausen verkaufte und sie zu Lehen zurückerhielt. Im Alten Reich gehörte die Burg zum Freigericht Kaichen.
In den folgenden Jahrhunderten verlor die Burg Dorfelden an Bedeutung. Ihre Funktionen gingen allmählich auf den benachbarten Junkerhof über, zuletzt wird sie nur noch als dessen „Zubehör“ genannt. Sie diente als Steinbruch und verfiel zusehends. Erst gegen Ende des 20. Jahrhunderts wurden einige Sicherungsmaßnahmen an der Substanz vorgenommen, die verhindern sollen, dass auch noch die letzten vorhandenen Mauern einstürzen.

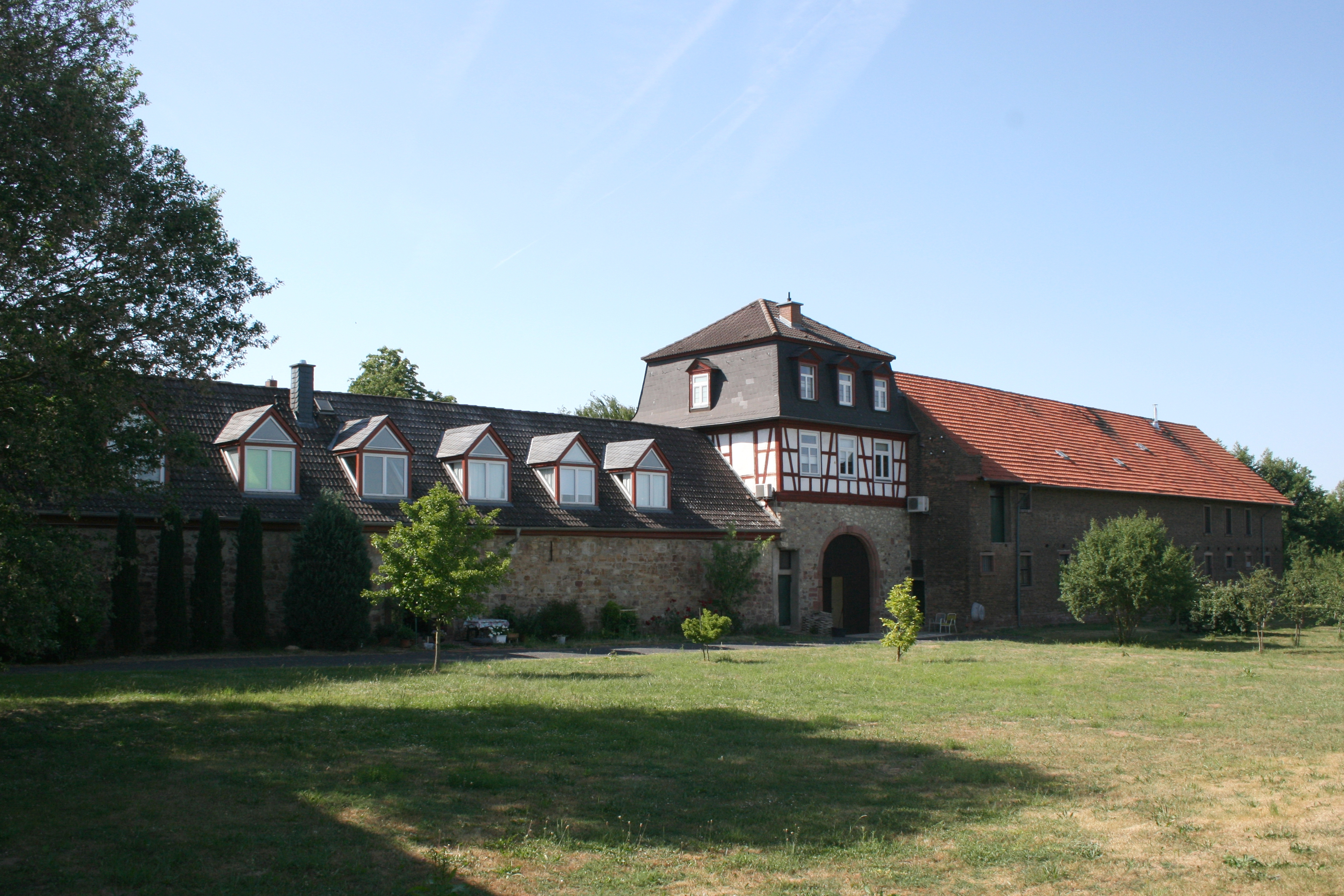
Neuzeitlicher Junkerhof (Rückseite).

## Anlage
Teile der Ringmauer sind noch im Norden und Nordwesten erhalten. Reste von Gebäuden sind an der Innenseite der Nordmauer sichtbar. Ebenfalls noch erhalten ist ein Rundturm, der im unteren Bereich Buckelquader aufweist. Vermutlich stammen diese aus der zweiten Hälfte des 12. Jahrhunderts. Die Reste eines weiteren Rundturms liegen verstürzt am Fuße des Hügels, auf dem die Burg steht. Die Burg ist komplett umgeben von einem runden Wassergraben, der aus der Nidder gespeist wird.